# Überbach

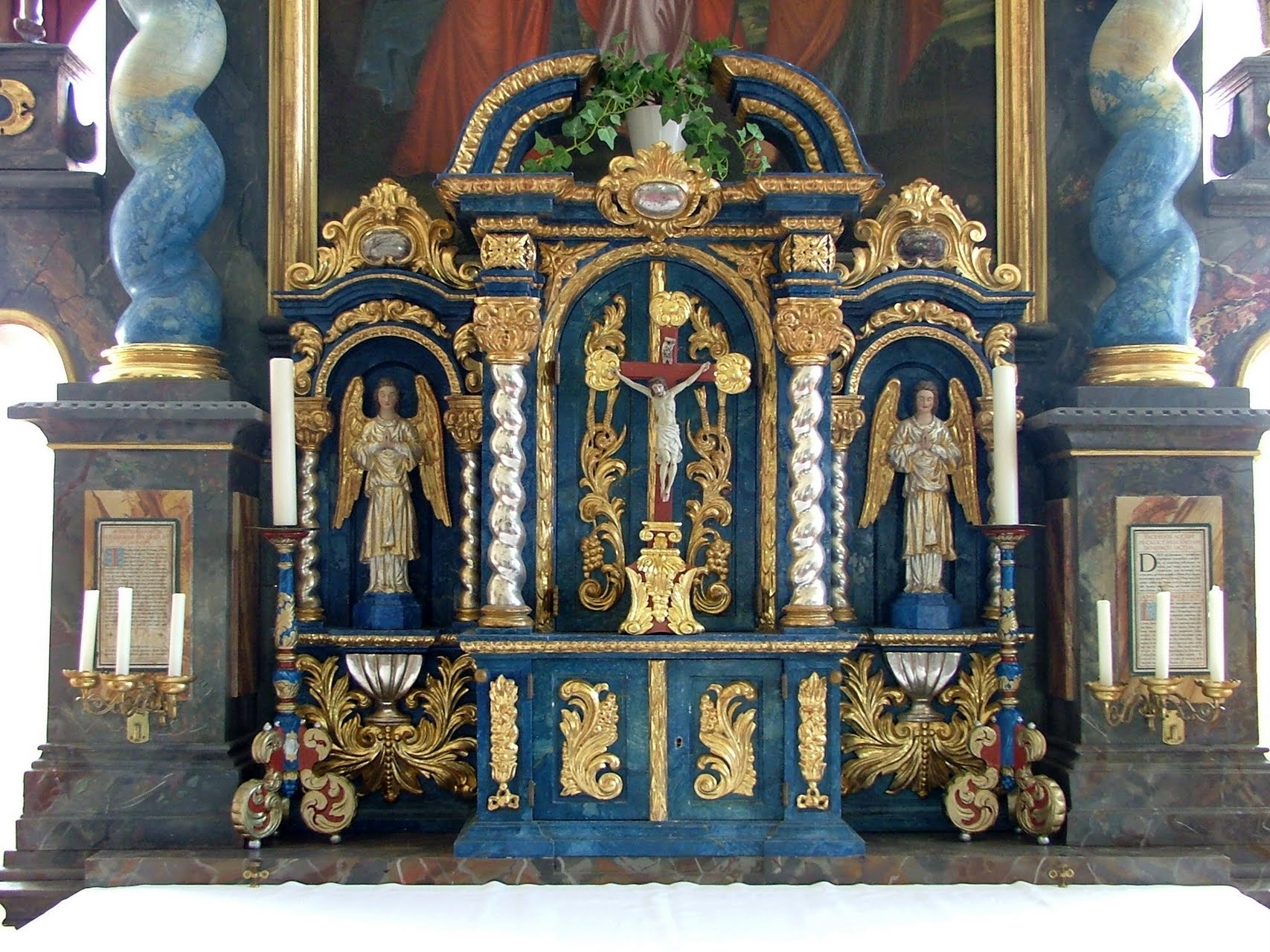
Innenansicht der Filialkirche

Überbach ist ein Gemeindeteil des Marktes Dietmannsried im bayerisch-schwäbischen Landkreis Oberallgäu.

## Lage
Das Kirchdorf liegt auf freier Flur am nördlichen Rand des Oberallgäus, etwa 2 km östlich von Dietmannsried. Die Staatsstraße 2377 berührt den Ort im Norden und führt zur 500 m entfernten Autobahn A 7 (Auffahrt 132 „Dietmannsried“). Nachbardörfer sind Dietmannsried, Rauhmühle, Sandbühl und Unterwengen.

## Geschichte
Der Ort wurde im Jahr 1176 erstmals als Überunterbach urkundlich erwähnt. Der Name bedeutet „jenseits des Baches“ oder „am oberen Bach“. Nach wechselnden Besitzern in Mittelalter und Neuzeit wurde Überbach Teil der Gemeinde Dietmannsried, schied jedoch 1844 wieder aus dieser aus und wurde selbständig. Neben dem Hauptort bestand die Gemeinde aus den Ortsteilen Hinter der langen Zeil, Kassier und Sandbühl. Am 1. Januar 1972 wurde sie im Rahmen der Gemeindegebietsreform wieder in den Markt Dietmannsried eingegliedert.
In Bavarikon ist außerdem noch die gleichnamige Einöde eingetragen, die ebenfalls zur Gemeinde Dietmannsried gehört. Sie war ein Ortsteil von Probstried und wurde am 1. Januar 1978 mit dieser Gemeinde eingegliedert; sie war bei der Volkszählung 1987 bereits unbewohnt.

## Wirtschaft
Ansässige Unternehmen sind Fliesen Walker, Zimmerei und Schreinerei Menzler. Im Ort befindet sich außerdem das Limex-Center und das Landhotel Zahn's Weißes Rössle.

## Sehenswürdigkeiten
Die Filialkirche St. Johannes der Täufer ist ein Saalbau mit eingezogenem Chor und nördlichem Satteldachturm, im Kern spätgotisch, um 1680/1700 barockisiert, und steht samt Ausstattung unter Denkmalschutz.
Siehe auch: Liste der Baudenkmäler in Überbach